# Qorxmazoba
Qorxmazoba är en ort i Azerbajdzjan.   Den ligger i distriktet Quba Rayonu, i den nordöstra delen av landet, 140 km nordväst om huvudstaden Baku. Qorxmazoba ligger 472 meter över havet och antalet invånare är 831.
Terrängen runt Qorxmazoba är kuperad. Närmaste större samhälle är Quba, 18,4 km nordväst om Qorxmazoba. 
Trakten runt Qorxmazoba består till största delen av jordbruksmark. Runt Qorxmazoba är det ganska glesbefolkat, med 48 invånare per kvadratkilometer.